# Lepidocephalichthys thermalis
Lepidocephalus thermalis és una espècie de peix de la família dels cobítids i de l'ordre dels cipriniformes present a l'Índia
Els mascles poden assolir 8 cm de llargària total.
Viu en zones de clima tropical entre 22 °C - 24 °C de temperatura.
Menja principalment detritus i, també, alga|algues.
A l'Índia és depredat per Mystus montanus.